# Polyplumaria bedoti
Polyplumaria bedoti is een hydroïdpoliep uit de familie Plumulariidae. De poliep komt uit het geslacht Polyplumaria. Polyplumaria bedoti werd in 1911 voor het eerst wetenschappelijk beschreven door Billard. 